# Iván Rodríguez
Pour les articles homonymes, voir Rodriguez.
Iván Rodríguez Torres , né le 27 novembre 1971 à Vega Baja (Porto Rico), est un receveur de baseball ayant joué dans les Ligues majeures de 1991 à 2011. Il est élu au Temple de la renommée du baseball en 2017.
Rodríguez, surnommé Pudge, détient le record de 2 427 parties jouées à la position de receveur dans les Ligues majeures après avoir dépassé l'ancienne marque de Carlton Fisk en 2009. Il détient aussi les records pour le plus grand nombre de coups sûrs et de doubles pour un receveur. Élu joueur par excellence de la Ligue américaine en 1999, Rodríguez a reçu 14 sélections au match des étoiles, remporté 13 Gants dorés et 7 Bâtons d'argent. Il participe à deux Séries mondiales, remportant celle de 2003, et est nommé joueur par excellence d'une Série de championnat.

## Carrière

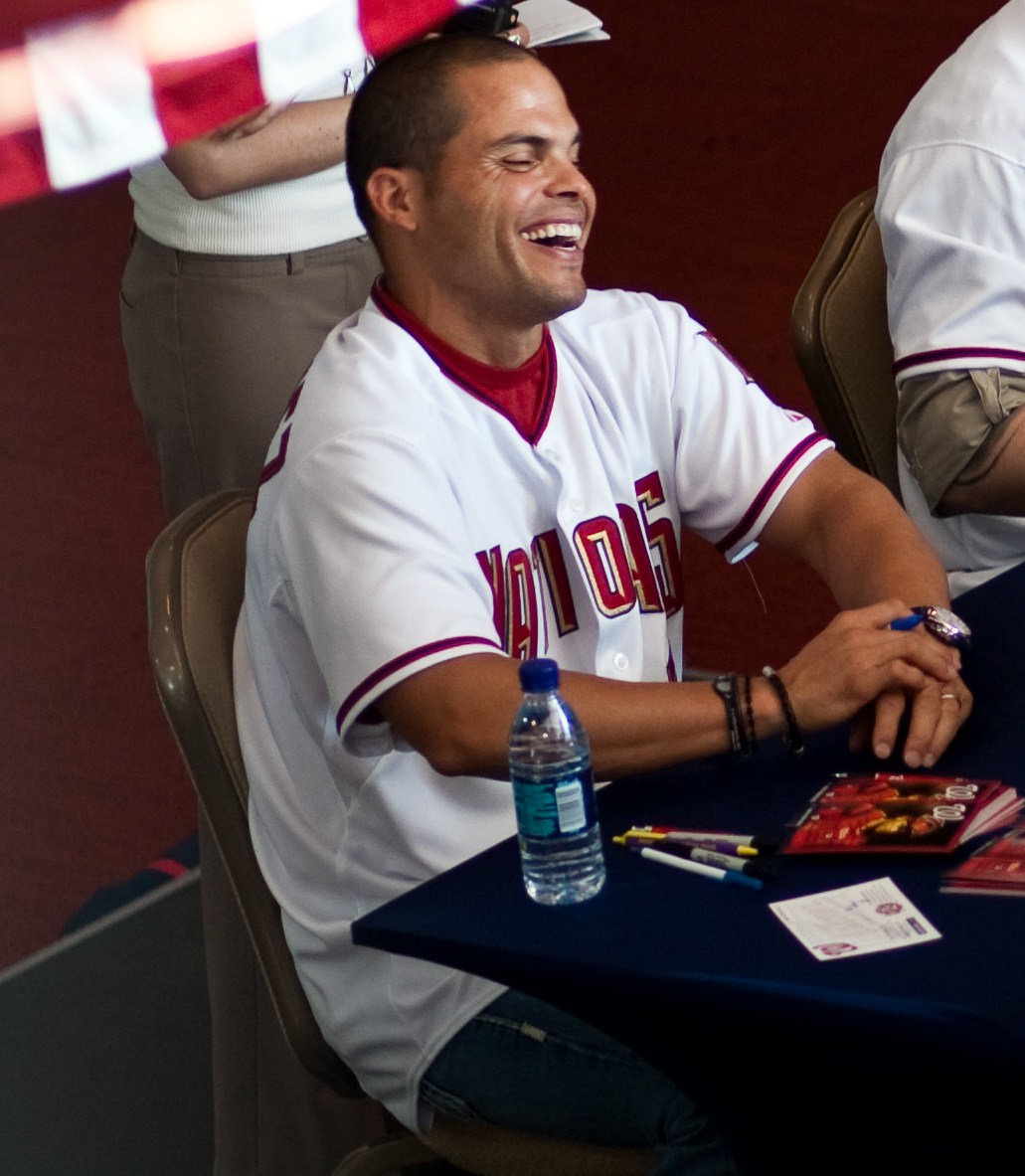
Iván Rodríguez en 2010 avec les Nationals de Washington.

Ivan Rodriguez fait ses débuts dans le baseball majeur à l'âge de 19 ans. Il joue son premier match avec les Rangers du Texas le 20 juin 1991. Dans cette partie où Rodriguez est le receveur des Rangers, c'est Carlton Fisk qui est le receveur partant de leurs adversaires, les White Sox de Chicago,. Le nouveau dépassera 18 ans plus tard le record de Fisk pour le plus grand nombre de parties jouées par un receveur. Rodriguez obtient à ce premier match son le premier des 2844 coups sûrs de sa carrière, une frappe contre le lanceur Melido Perez qui fait marquer deux points.
En 1996, il frappe 47 doubles, dont 45 lorsqu'il joue comme receveur. Ce dernier total est un record pour un joueur de cette positions, égalé en 2014 par Jonathan Lucroy.
Rodriguez remporte 13 fois le Gant doré en 21 saisons. Il a aussi été élu 14 fois sur l'équipe des étoiles. 
En 1999, où il frappe 199 coups sûrs, 35 coups de circuit, cumule 113 points produits et 116 points marqués pour les Rangers, il est élu joueur par excellence de la Ligue américaine. C'est aussi l'un des prix les plus controversés de l'histoire : Rodriguez remporte de justesse la récompense par quelques votes devant Pedro Martinez des Red Sox de Boston, après que plusieurs membres de l'Association des chroniqueurs de baseball d'Amérique aient indiqués qu'il ne voteraient pas pour ce dernier, croyant qu'un lanceur ne devrait pas être éligible pour ce prix.
Il quitte les Rangers du Texas après la saison 2002 et évolue une année pour les Marlins de la Floride. En Série de divisions 2003, il est impliqué dans une violente collision au marbre avec J. T. Snow mais parvient à conserver la balle pour compléter le dernier retrait du match qui marque l'élimination des Giants de San Francisco. Quelques jours plus tard, il est élu joueur par excellence de la Série de championnat de la Ligue nationale contre les Cubs de Chicago. Rodriguez savoure la conquête de la Série mondiale 2003 avec les Marlins avant de rejoindre la saison suivante les Tigers de Détroit.
En 2006 avec les Tigers, il accumule 164 coups sûrs et 13 coups de circuits et frappe pour une moyenne au bâton de ,300. Son équipe remporte le titre de la Ligue américaine mais perd la Série mondiale 2006 quatre parties à une contre les Cardinals de Saint-Louis. Le 12 juin 2007, Rodríguez attrape le premier match sans point ni coup sûr de Justin Verlander. C'est la deuxième fois qu'il a attrape une partie sans coup sûr, la première étant le match parfait de Kenny Rogers le 28 juillet 1994 pour Texas.
Le 16 juin 2009, année de son retour avec les Rangers du Texas, il égale le record de Carlton Fisk pour le plus grand nombre de parties jouées à la position de receveur dans les Ligues majeures, soit 2226. Il surpasse la marque de Fisk le lendemain et termine sa carrière avec le record de 2427 parties jouées derrière le marbre.
Avec 1747 coups sûrs comme membre des Rangers du Texas, il établit le nouveau record de cette franchise, une marque qui tient jusqu'à ce qu'elle soit dépassée par Michael Young en 2010.
En décembre 2009, Rodriguez signe un contrat de deux ans avec les Nationals de Washington et y passe les deux dernières saisons de sa carrière.
Il annonce sa retraite le 23 avril 2012.
Il a participé au film Little Big League, réalisé par Andrew Scheinman en 1994, qui se déroule dans l'univers du baseball.
Rodríguez est élu au Temple de la renommée du baseball dès sa première année d'éligibilité en 2017, alors qu'il reçoit 76 % des votes soumis par l'Association des chroniqueurs de baseball d'Amérique.

## Palmarès
- Gagnant du Gant doré 13 fois à la position de receveur
- Élu 14 fois sur l'équipe des étoiles.
- Élu le joueur par excellence de la Ligue américaine en 1999
- Joueur par excellence de la Série de championnat de la Ligue nationale en 2003
- Champion du monde avec les Marlins en 2003
- Champion de la Ligue américaine avec les Tigers en 2006
- Plus grand nombre de parties jouées, de coups sûrs et de doubles par un receveur.
- Élu au Temple de la renommée du baseball en 2017.